# فان جاكوبسون
فـان جاكوبسون (بالإنجليزية: Van Jacobson)‏ هو عالم حاسوب أمريكي، ولد في 1950.